# 切齿鬣兽属
切齿鬣兽属（学名：Sectisodon）为硕鬣兽科的一个属。

## 下属物种
本属包括以下物种：
- 马氏切齿鬣兽 Sectisodon markgrafi
- 隐匿切齿鬣兽 Sectisodon occultus Morales & Pickford, 2017